# Žehušičtí z Nestajova
Žehušičtí z Nestajova byli staročeská vladycká rodina, která měla stejný erb a původ jako Lažanští z Bukové.

## Dějiny
Rod pochází bezpochyby z Nestev (nyní Neslívy), zaniklé vsi u Šťáhlav, jež také Nestějov slove. Bratři Jan Chotun a Zdeněk z Nestajova nabyli bezpochyby potem válečným zboží na Čáslavsku, o něž se roku 1430 rozdělili. Zdeněk vzav Moravany nabyl kolem roku 1448 Chuchle a stal se předkem Chuchelských z Nestajova. Chotun obdržel za díl Žehušice a od císaře zápisem (1436) Chotusice, Církvici, Zbislav a Babice, získal také Bojmany, v roce 1440 se účastnil sněmu a sjezdu v Čáslavi a zemřel kolem roku 1454.
Jeho syn Hertvík získal ještě část Zbislavě, Rohozec a Kunice (1459) a zemřel asi v roce 1465. Vdova Klára ze Solopisk a syn Václav obdrželi v roce 1466 královský zápis na zboží sionské, jež tomuto král Vladislav roku 1482 potvrdil. Václav získal Vyčapy a zápisem knížete minstrberského několik vesnic od Kunětické Hory a zboží jestbořické, což roku 1491 zase prodal. Zemřel mezi lety 1497–1500.
Jeho nejstarší syn Hertvík (1482) zemřel záhy. Druzí synové Jan a Diviš drželi v roce 1500 také Kumburk u Jičína, ale prodavše jej vzdali roku 1509 také Sion, ale získali v roce 1510 Žleby a Tupadly. Po rozdělení zůstal Diviš na Žehušicích, byl v roce 1519 hejtmanem krajským a zemřel v roce 1527–28 nemaje mužských potomků (manželka Alžběta z Barmova). Jan obdržel na díl Žleby a Tupadly zemřel kolem roku 1520 zůstaviv syny Jiříka, Bernarta a Václava. Jiřík dostav za díl Tupadly, zapsal je roku 1522 manželce Johance z Radonic, s níž vyženil Krchleby († j. 1525). Bernart získal před rokem 1537 Hořice, jež zase prodal, a koupil roku 1538 Tupadly a Drobovice. Vsi jižně od nich prodal a koupiv roku 1544 panství rýzmburské a skalské u Náchoda prodal roku 1545 Tupadly Čáslavským, byl od roku 1545 do smrti purkrabím kraje hradeckého, koupil v roce 1551 Humburky, jež hned prodal, roku 1561 Nový Vamberk a v roce 1562 část Starého Bydžova. Zemřel v roce 1563 odkázav jmění své synovci Janovi (manželka Kateřina ze Smiřic). Václav prodal kolem roku 1522 díl svůj Žleby, byl pak pánem na Červeném Hrádku (1526) a hejtmanem Kouřimského kraje. Zdědiv s bratrem Žehušice ujal je roku 1529 sám, býval hejtmanem kraje čáslavského a vymohl povýšení Žehušic na městečko. Účastniv se povstání propadl roku 1547 Žehušice a statky zápisné Chotusice, Církvici a 5 jiných vesnic, začež mu dány v náhradu Tupadly a jiná zboží n. Čáslavských, ale jen jako manství. Získal však asi roku 1548 Svojanov. Zemřel v roce 1555 odkázav manželce Anně z Dlouhé Vsi dvůr u Bystrého.
Zůstavil syny Hertvíka a Jana a pět dcer. Synové se rozdělili roku 1557 o Svojanov tak, že Hertvík dostal díl svojanovský a Jan díl korouhevský s městečkem Bystrým. Jan měl kromě toho Tupadly, jež prodal v roce 1559 Čáslavským a zdědil po Bernartovi Rýzmburk, Skály, Nový Vamberk a Starý Bydžov. Uživ toho jen několik měsíců zemřel v roce 1564. Zůstavil vdovu Johanku z Boskovic a dceru Annu (manžel Štěpán z Ejcinku). Statky po Bernartovi opanoval Hertvík, prodal z nich v roce 1576 Skály (jen na čas) a roku 1577 Nový Vamberk, za který dostal Chuchel a zemřel v roce 1579. Z dvojího manželství (1. Eliška Bohdanecká, 2. Bohunka Zárubka z Hustířan, † 1583) neměl potomstva. K dědictví po něm táhlí se Jan Chuchelský, jako strýc, Bohunka vdova a Mandaléna Úlibská z Újezdce, Alžběta Bohdanecká a Lidmila Čertorejská. Podle smlouvy jich 30. břez. 1579 dostala Bohunka Svojanov. Jan Chuchel a sestry Rýzmburk. Tyto pak se kolem roku 1589 rozdělily, Mandaléna dostala Rýzmburk, Alžběta Adršpach a Teplice a Lidmila Starkov a Skály.

## Příbuzenství
Rod Žehušických z Nestajova byl spřízněn s rody Mladotů ze Solopisk, Dlouhoveských z Dlouhé Vsi, Bohdaneckými z Hodkova, Záruby z Hustířan, Boskovici, Smiřickými ze Smiřic a dalšími.